# Norvellina vermiculata
Norvellina vermiculata är en insektsart som beskrevs av Lindsay 1938. Norvellina vermiculata ingår i släktet Norvellina och familjen dvärgstritar. Inga underarter finns listade i Catalogue of Life.